# Nicky Shorey
Nicky Shorey (1981. február 19. –) angol labdarúgó, aki jelenleg az Aston Villában játszik.
Shorey első klubja a Leyton Orient volt, aztán a Readinghez igazolt 2001. február 10-én. A Reading £ 25,000 fizettett érte.[forrás?] 2008. augusztus 7-én igazolt az Aston Villához. Az FH Hafnarfjordur ellen debütált az UEFA kupában.